# 牙買加人
牙買加人（英語：Jamaicans），是散居世界各地的牙買加人的後裔總稱。大多數牙買加人為非洲後裔，也包括少數歐洲裔、東印度、華人、混血等。大多數牙買加人居住在中美洲牙買加島上，其次大都分布在加勒比海一帶，有些居住在美國、加拿大及英國等英語系國家。

## 民族分布、人口與語言

### 民族分布
牙買加人主要分布在牙買加島上，約有2,654,000人( 2015年 )，其次在南美洲巴拿馬，約有290,000人( 2015年 )，主要是在加勒比海一帶，例如：古巴，還有哥倫比亞、美國、哥斯大黎加等國家。

### 人口
1992年7月統計人口為2,506,701人，人口密度為228( 人/平方公里 )，平均每年以0.09%的速度成長。牙買加的人種構成比例為：黑人76.3%、非裔歐人15.1%、白人3.2%、3%東印度人( East Indian ) 和非裔東印度人( Afro-East Indian )、1.2%華人及非裔華人及1.2%其他。每年約22,000牙買加人移民，其中大約100萬人現居美國、加拿大及英國。
2015約有3,716,700人。
根據近期的人口調查(2011)顯示，牙買加人種構成比例以黑人為主體。
| 種族     | %     |
| -------- | ----- |
| 黑人     | 92.1% |
| 混血     | 6.1%  |
| 亞裔     | 0.8%  |
| 其他     | 0.4%  |
| 尚未辨別 | 0.7%  |

### 語言
牙買加官方語言為英語，語言學家稱之為 " 後連續克里奧爾語 " ( Post-creole continuum )，指牙買加土語( 牙買加人稱 " Patois " ，而語言學家稱之為 " Jamaican Creole")和牙買加英語之間形成的現象。這是從非洲奴隸和英國種植園主之間演變而來。

## 地理環境
牙買加島屬於西印度群島中的大安地列斯群島之一，位於古巴南方144公里及海地西方166公里處。占地11,034平方公里，是加勒比海地區第三大的島嶼。

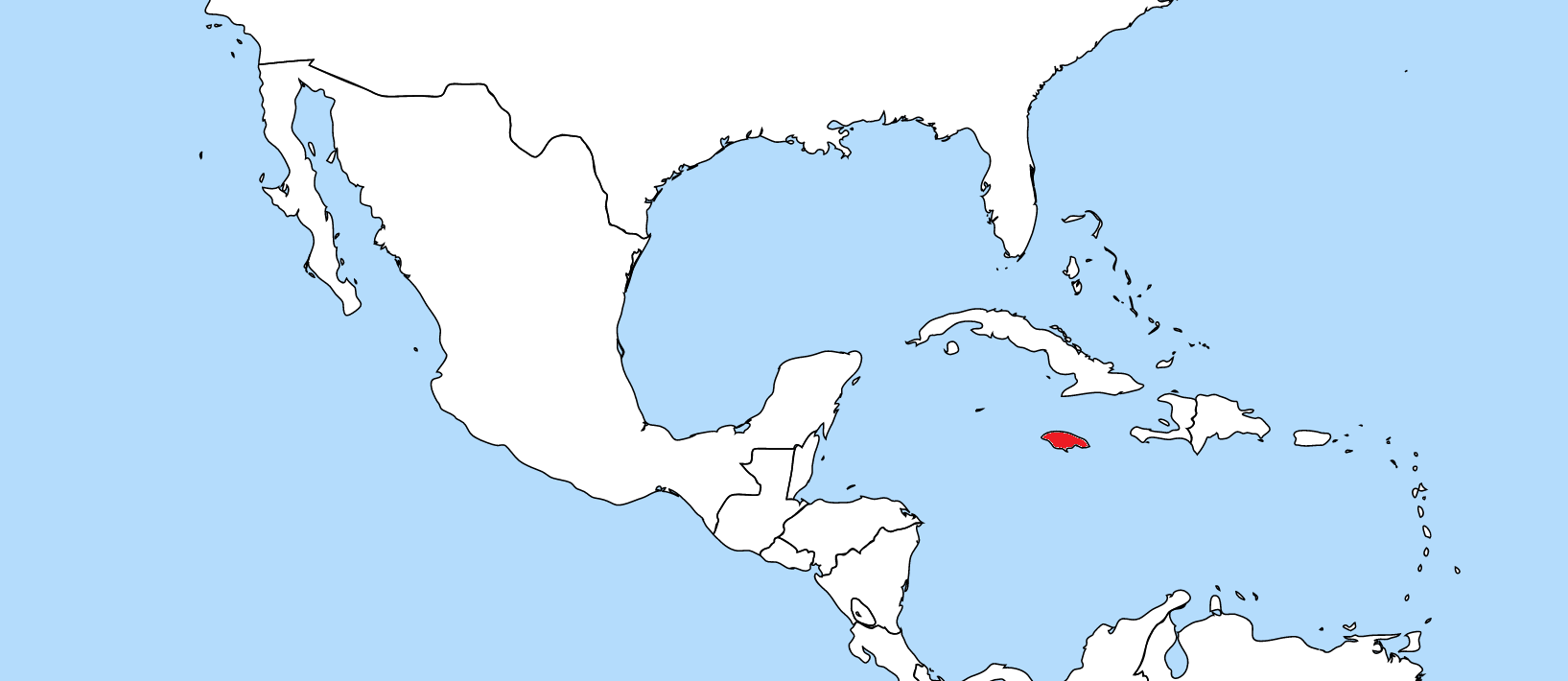
牙買加位置

島上多丘陵山地和山谷，以及120條無法航行的河川。海岸線狹窄平直 。氣候潮溼悶熱，山區較為涼爽。
位於大西洋颶風帶，所以經常遭受嚴重的天然災害。

## 歷史沿革
在1494年哥倫布抵達前，大約有60,000名阿拉瓦克印地安人 (   ) 及泰諾人( Taíno )，住在牙買加島上，但是他們在西班牙人統治期間( 1509~1655 )，因疾病死亡或被奴役。在西班牙統治期間，首都移至西班牙鎮(Spanish town）。西班牙鎮有加勒比海區最古老的 教堂。
1655年，英國人驅離西班牙人，統治此地。英國人試著居住於此地：他們和英格蘭、蘇格蘭及愛爾蘭人的傭人簽訂契約；他們也說服當時的海盜(   )例如：亨利·摩根(  )在羅亞爾港(  )設立據點，此地自此之後成為搶劫及突擊西班牙船隻的中心。

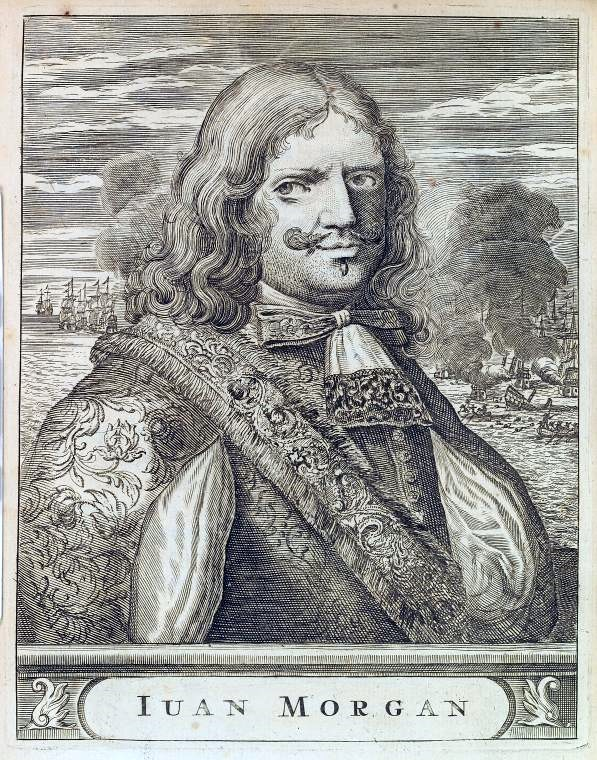
亨利·摩根 是個非常有名的海盜; 他是第一個以契約僱傭的身分來到西印度群島, 就像大部分的早期英國殖民者.

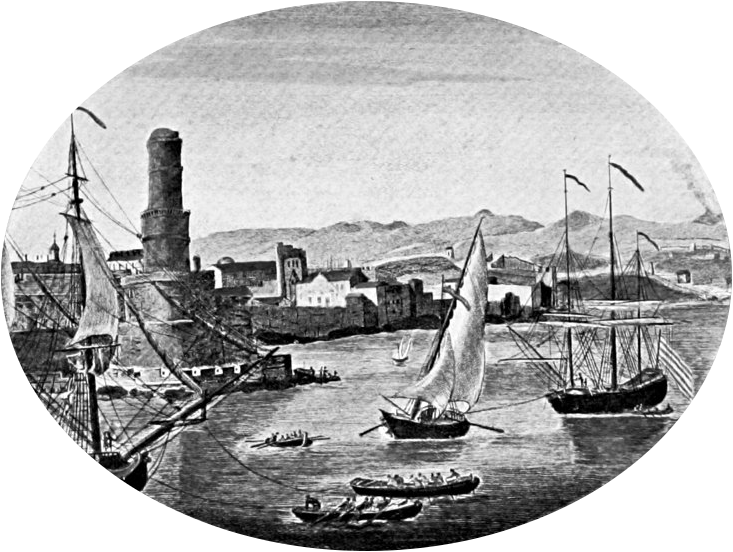
舊羅亞爾港

在1660年時，牙買加人口有4,500 個白人和1,500個黑人，但是在1670年代早期，黑人佔有大多數人口。
以種植可可亞為主要的作物自耕農很快地投入牛隻飼養以及糖、咖啡和甜辣椒的種植地。大約 750,000 名非洲人被送往莊園工作，但是當時奴隸的反抗行動非常頻繁，一部分逃亡的黑人奴隸 ( Maroon ) 在山中建立部落。在英國人接管牙買加之後，西班牙殖民者逃離牙買加並釋放奴隸，這些獲得自由的奴隸分散逃至山中，和那些先前從西班牙人手裡逃脫的黑人奴隸( Maroon ) 住在一起。。在18世紀時，牙買加逃亡黑人奴隸 Jamaican Maroons不斷地和英國人發生衝突。至今他們的後裔仍沿用此稱呼，在有奴隸的時代，這些逃亡的黑人奴隸在山中建立部落，孕育出日後的自由及解放。
在18世紀中葉，牙買加甘蔗及主要作物的產量在此時達到高峰，在當時被認為是英國最富有、最有價值的殖民地；但是在1774年開始下滑。衰退的經濟和在英國影響力愈來愈大的反奴隸活動次數漸增，使得

在1807年時，英國國會通過廢止奴隸販賣條款，英國人開始引進印度及華人勞工。1831年，一場由薩繆爾·夏普領導非洲黑奴的" 聖誕節起義 "，其中令人震驚的是被指控對傳教士的報復，使得1833年通過解放條款，但是直到1838年，牙買加奴隸才獲得完全的自由。許多被釋放的奴隸離開莊園，移居其他城鎮或成為小自耕農。後來從印度( 後期也有從中國 )引進傭人取代非洲黑人奴隸。1866年之後，部分種植蔗糖的地轉

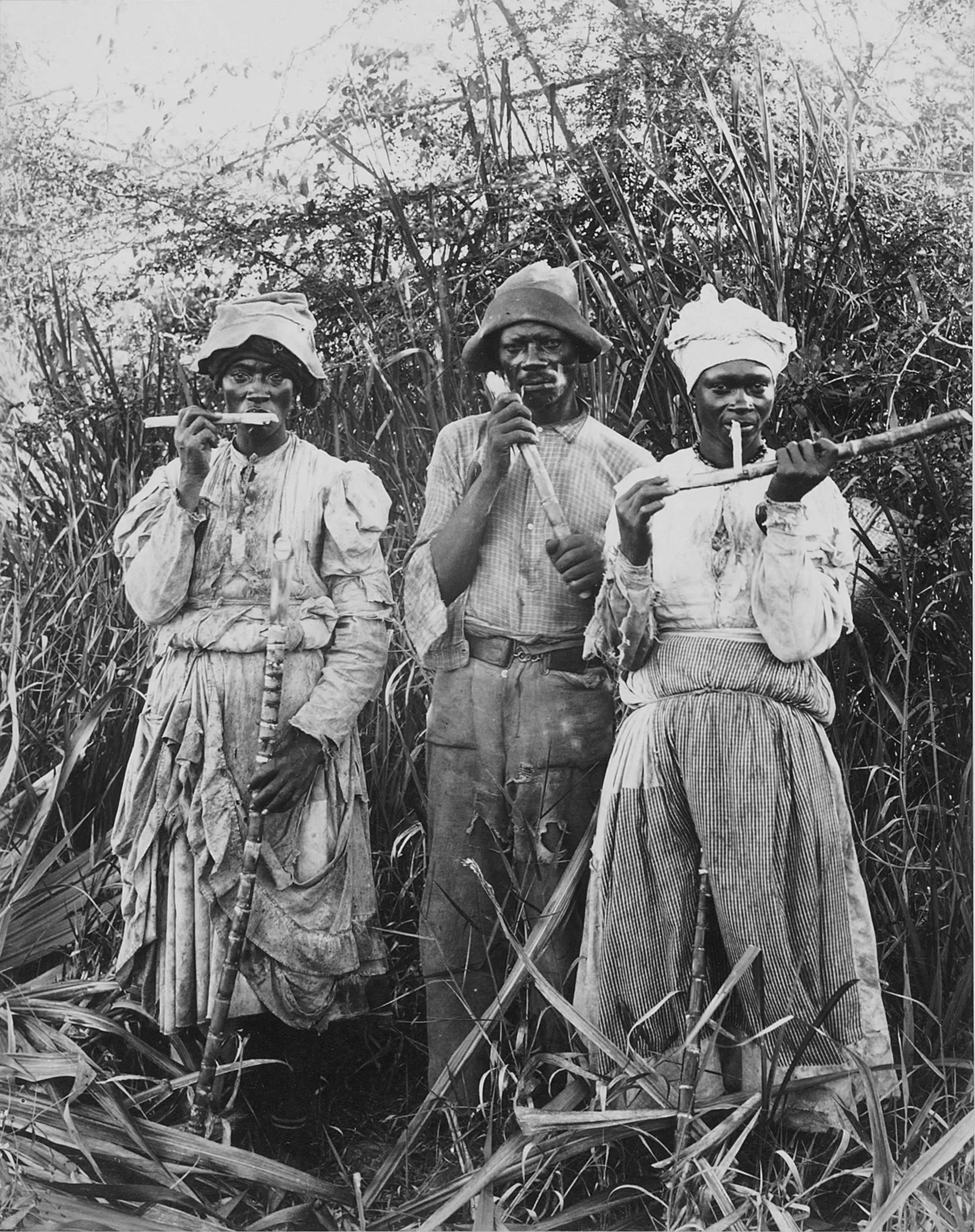
1880年代採甘蔗的農民

而生產香蕉，香蕉因而迅速成長，取代蔗糖成為首要出口作物。在1938年蓬勃發展的嚴重勞工暴動事件孕育出獨立及國家的思想，另外，也促使島上第一個貿易協會和政黨的成立。1940年代，龐大的鋁土礦的存量被發現，在1960年牙買加成為世界上鋁的主要製造國。1950年代，大量工廠設立，在1960年製造業的產值已追上農業的產值。除此之外，在1950年代，觀光業也開始蓬勃發展。在1962年，牙買加終於獨立。

這座島被大英帝國統治逾300年，他們的許多制度( 尤其法律、政治和教育 )和原則( 例如：一夫一妻制和父權核心家庭 )，基本上還是英國的。牙買加社會一開始是 " 多文化的 "， 接納奴隸的非洲文化及奴隸的主人
所屬的英國文化，但是 " 克里爾語化( creolization ) " --英國傳統和非洲傳統的互相逐漸融合重塑，促使原始文化的綜攝現象的出現。非洲文化在語言、食物、民間傳說、民間藥草偏方、宗教以及藝術都有顯著的影響，但是他們很少是以真實的形態存在。

## 社會、家庭與婚姻

### 親屬關係

#### 親屬群體
沒有特定的親屬群體，但是血緣对他们是非常重要的。牙買加人會和同宗族的人維繫強烈的關係，包括每年定期交換禮物。屬於雙邊繼嗣群，母方的親屬連結會比父方強烈。

#### 親屬稱謂
牙買加有愛斯基摩型的特徵，使用英國人及美國人使用的親屬稱謂，不同的地方是，他們強調宗族關係，較常忽略姻親及配偶之間的關係。

#### 繼承
通常孩子們能平均得到父母的財產，這種現象在牙買加十分常見。

### 婚姻及家庭
合法婚姻為一夫一妻制，核心家庭為其文化的理想形式，此形式大多於中間及上流階級所接受。性別之間的關係在下層社會中於青春期就開始了。以前是在孩子出生後，財產方面經過雙方同意即可，沒有婚姻規範，合法婚姻相對較晚出現。婚姻為一夫一妻，離婚不常見，但是婚外關係是常見的。

#### 居住單位
牙買加家戶單位的組成有很大的變異性。以母親為主的家庭較為常見，特別是在郊區。在上流階級及中間階級以核心家庭為規範。下層社會家庭通常會包括前一段關係中所生的孩子、較貧窮的親戚的孩子、非經過正式領養程序的孩子以及搬去郊區居住或移民海外的女兒的孩子。

#### 社會現象
男人通常對孩子較為慈愛，但是他們並不包括在照顧孩子的義務中。撫養孩子是母親的責任，但是通常會委派給較年長的姐姐，或母方的奶奶。尊重和順從隊家長來說是重要的，女生通常需要負責家庭雜務，男生則較少。
情感的連結在母親和他的孩子間是強烈且持久的，尤其是和兒子。

### 社會政治組織

#### 社會組織
奴隸分成三層：少數白人、少數混血和龐大的黑人奴隸。白人占少數是由於 " 白人優越主義 " 的發展--歐洲人的外在表徵和文化特徵比非洲的或是克里奧爾人( Creole )還要有價值的。奴隸解放之後，分層漸漸轉成社會階級，但是 " 白人優越主義 " 仍然存在，造成 " color-class pyramid " 的現象：白人位於頂端、中間為 " 棕色 " ，下層大部分為黑人。之後隨著華人、東印度群島的人、黎巴嫩移民逐漸移入，他們並沒有明確的階層分類，使得分類變得複雜。膚色和種對牙買加社會互動有著顯著的影響力，但是直到20世紀中葉，白人優越主義和 " color-class pyramid " 逐漸式微。儘管如此，牙買加社會仍被財富分類著；他們有一小群、富有的上層階級、很小的中產階級、以及龐大、貧窮的下層階級。在1960年代中旬，牙買加有著世界上最高的 收入差距 。

#### 政治組織
1865年前，牙買加是被英國王室和眾議院直到自耕農在莫蘭特貝起義(  ) 。這起事件點燃了白人寡頭政治的恐慌，深怕民主會使得黑人得以統制地個區域，於是英國人在1866年廢除議院並以 
直轄殖民地政府(  )管理該區，由大英帝國的手和官僚主義統治。直到1944年，依據新憲法成立新的眾議院，才有民主的雛形出現，1957年成立由當地人完全掌權的政府。
1959年牙買加加入西印度群島聯邦(  )，但是於1961年退出。隨後就在大英國協(  )成為一個獨立的國家。目前的政體為君主立憲制，有兩個議院。每個州的正式統領為總督，是英國君主任命，而且代表英國君主的。眾議院的60名成員5年，或更早( 如果選舉提前舉辦 )，舉辦一次選舉選出。議會主要政黨的領袖成為總理並組閣。參議院的21名議員由總督任命、總理和在野黨領袖的建議下選擇人選。
牙買加主要的兩個政黨為人民民族黨( , PNP ) 和牙買加工黨(  , JLP )。全國工人聯合會( , NWU )屬於PNP，( BITU )是屬於JLP的，使得各政黨有固定的支持者。牙買加人是瘋狂的政黨派，人和人之間的政黨異同區分清楚，並且強烈的認同政黨領袖，儘管如此，牙買加的政治明顯地的屬於穩定的。人們支持政黨不會因為種族、民族、社會階層，或宗教區別；PNP和JLP在1940年代各自執政多次。PNP和JLP都同意總統應該取代英國王室成為憲法上的領袖。

#### 社會控制
在犯罪率較高的農村地區( 包含可預期的農作物的偷竊 )，流放、輿論、嘲弄、巫術是主要的制裁手段。在郊區、犯罪成為一個非常嚴重的問題。快速上升的武器暴力攻擊使得1974年槍械提供者的嚴厲刑罰和設立一個特別的槍械法庭等。軍隊(  the Jamaica Defense Force )的主要功能已經增加到牙買加警察部隊(  Jamaica Constabulary Force )，以有效的控制日漸增加的毒品買賣。

#### 衝突
牙買加歷史上發生過許多有組織性的暴力，例如許多次的奴隸起義、有時候的自耕農起義以及勞動力和郊區的動盪。個人的反抗暴力事件相對來說非常稀少；近期的郊區日益頻繁的暴力事件主要源自於保護貧民窟和控制毒品買賣的幫派分子。在1970年代時幫派也會有自己支持的政治人物和政黨。在1980年的選舉中，超過700人死於政治相關衝突中，但是在1989年選舉中的死亡人數並不多。1993年發生的衝突也破壞了當年的選舉。

## 產業與生活

### 經濟

#### 生活和商業活動
1991年至1997年，牙買加人均GDP從960美元上升至1,400美元。1960年代時，經濟蓬勃發展，1973至1980年代，呈現穩定下降，但是在1980年代回升。
在奴隸被解放前，糖業一直都是主要的產業，於是農民和二元經濟即到來。小農民生產許多不同種類的作物，例如番薯和甘藷，主要作為國內消費，在20世紀初，香蕉取代糖成為主要出口品，但是糖在1937年最高產量從來沒有被超越。
現在牙買加的主要經濟作物是大麻，大量的外銷至美國，在1984年總出口額約3.5億美元。大麻的種植雖然是違法的( 使用大麻也是犯法的 )，但是牙買加的經濟非常依賴它。正規經濟中最有價值的部份是鋁土礦的開採及鋁的製造。
1960年代，輕工業迅速成長，在1984年時有1,202個小工廠( 其中768間在Kingston都會區 )。觀光客的數量在1970年代迅速減少，但是在1980回升；在1987年有超過100萬的觀光客到來。
受到美國經濟衰退的影響，在1991年時在觀光客及經濟成長方面有顯著的下降。

#### 貿易
鄉村地區有許多小商店，在郊區則是有一些較大的雜貨店及百貨公司。農產品大部分透過奴隸系統分銷；大約有20,000個從事小販的女人會從農民購買農產品，再在小市集中售出。牙買加經濟一直都是出口導向及大量依賴某些商品。被重商主義(  )影響的英國人，在牙買加島發展製糖業以及把它當成英國重工業出口的市場。
牙買加是惡名昭彰的三角貿易(  )中重要的一部分。歐洲人將武器、軍火及製造業產品從歐洲運到非洲，將奴隸從非洲運到加勒比海地區，再將蔗糖從加勒比海地區運往歐洲。當時，英國一直是牙買加重要的貿易對象，直到1950年代鋁土礦產業的興起，此時貿易重心往美國移動。

#### 勞動力分配
1989年，22.5%的勞動力投入在農業，41%於服務業，19%在工業。失業率非常高，高達17.5，尤其在20歲至24歲之間。女人在勞動力比率為46%，為世界最高之一；女人通常從事服務業，如小販、家庭加工，老師和上班族。

#### 土地使用權
奴隸種植地通常平坦且肥沃，像是丘陵地或沿海地帶。陡峭及較不肥沃地區較少進行種植，直到奴隸被解放；因為奴隸們在尋找能代表自由的土地，他們就在那裡居住且成為小耕農。這些歷史性的範本有著一定程度的普及。有1,000座農場是超過40公頃且有151,000低於2公頃。規模大的農場通常位於最好的地區，種植單一作物，主要為了出口。小農場通常位於陡峭的地區，種植各式各樣的農作物，主要為了內銷。土地的所有權大部分是租借形式；有些土地的所有權會歸屬於同一個宗族( family land )，而此宗族的繼承者都有均等的權利在上面生活及利用，但是不可轉讓。Family land對於一個家族單位來說有著重要的意義；這裡幾乎沒有種植的價值，但是家族世代去世後童常會埋葬於此處。

## 信仰與習俗

### 信仰
牙買加是個是個深受宗教信仰影響的社會，有著廣泛的宗教信仰類型、派別、分支及活動。最主要的信仰為基督新教。

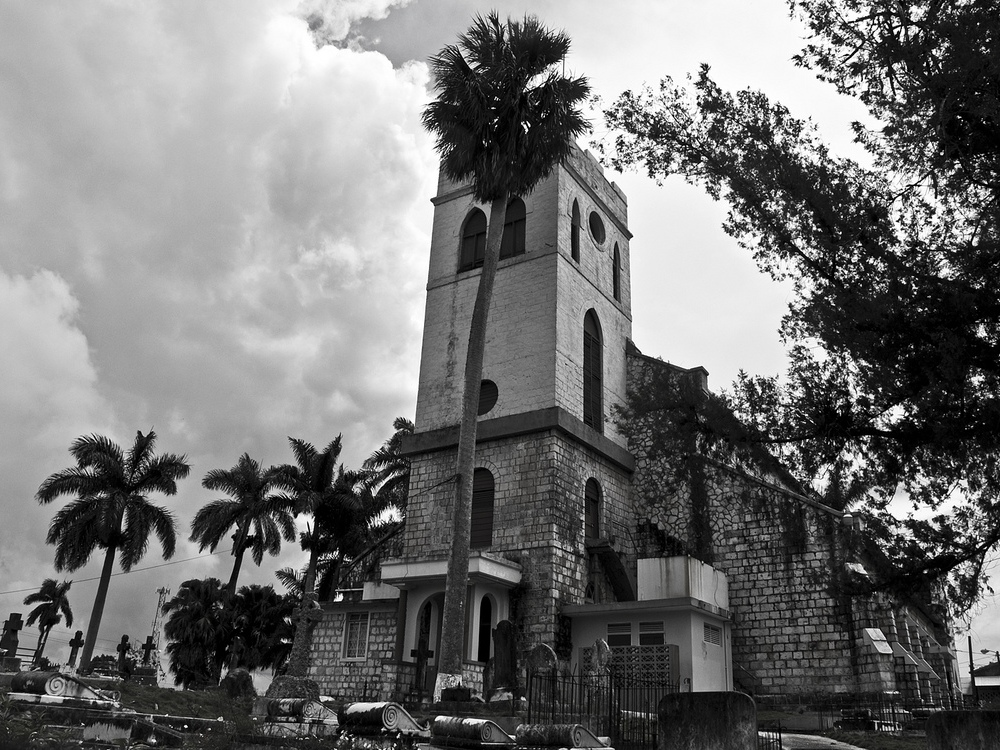
曼徹斯特區的Mandeville Church 1816年建造

奴隸的宗教信仰是以非洲傳統信仰及儀式為基礎，例如：神靈附體儀式(   )，精神治療(  )，妖術(  )以及擊鼓、跳舞等等，為敬神的一種形式。一種稱為Kumina的祖先崇拜和非洲黑人間盛行的巫術Obeah的儀式為非洲的活遺產。從1754年開始，摩拉維亞弟兄會 (  )、浸禮宗(  )、循道宗(  )和長老會(  )開始向奴隸傳教，刺激宗教的融合，在這之中，非洲基督教( Afro-Christian )中， 和Pocomania或Pukkumania依然存在。
拉斯塔法里运动於1933年引入牙买加，擁有约2.9万名信徒。，但是一直到1960年代才廣為流傳。該運動相信海爾·塞拉西一世是聖經中預言的彌賽亞重臨人間，並且認為大麻為聖餐。美國五循節教派(  )自從第二次世界大戰後迅速發展，可能成為現在最廣為流行的宗教。
牙買加人深信超自然力量的影響。Zion Revival包含將非洲的想法視為最高級及沒有被包含在人間事務的distant creator和保護、領導人類的多神論天使。Obeah奠基於人們相信巫師可以捕捉和使用惡靈來製造悲慘的結局。五旬節派追求保護他們遠離撒旦和惡魔的聖灵的啟示。" 墮落天使"被說是 的同盟。拉斯塔法里运动教徒崇拜耶和華，認為祂與他們同在。

### 宗教從業者
基督教中的牧師是受到非常高的尊敬的，他們也具有高度影響力。的領導人被稱為是" daddies", " captains "或 " mothers " 。他們的權力來自於"屬靈的恩賜(   )"中的所有權、預言、治療及夢的解釋等等。 巫師以及科學家，教授通常都是男人，但是傳統的醫者通常是女性。

#### 儀式
會表演循環的且會大量換氣的舞蹈，稱作" shouting "或" laboring "，豐收儀式上稱為" Tables "，指  儀式的"   "( 祭壇 )儀式。一種拉斯塔法理的集會被稱為"   "或 "  "

## 文學與藝術

### 工藝藝術
由於牙買加在單一種植方面有長遠的歷史，他們有發展出一些工藝美術，例如著名的籃子製作。工業發展因為缺乏有技術的工人(一部分因為移民)而受到阻礙。

### 宗教藝術
音樂和舞蹈是常見的元素。Jonkonnu( 或John Canoe )是個從1700年代開始的非宗教的節慶，在聖誕節附近時，舞者會戴面具和裝扮齊全，在街上遊行以及前往權貴人士家中表演。現在大都在眾腰或特殊場合中才會表演，例如一年一度的國定慶典。

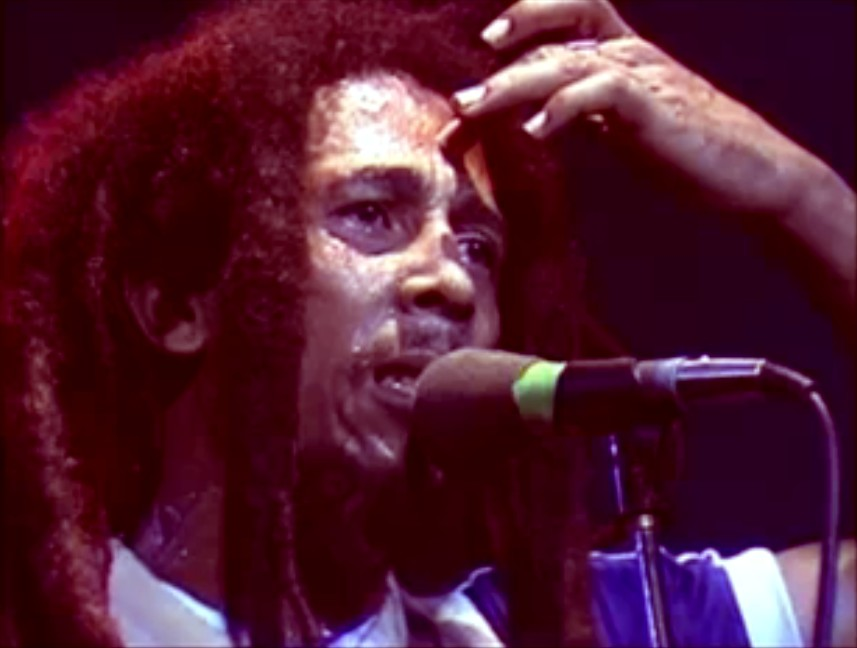
巴布·馬利

牙買加是雷鬼音樂(  )的發源地，其鼻祖為巴布·馬利(  )。
牙買加無論在文學、舞蹈、戲劇、繪畫及雕塑方面的貢獻及參與，都曾獲得國際的肯定。

## 現況

### 居住情形
由於鄉村地區的居民移動，郊區的人口成長快速。大約40%的人口集中在南部的Kingston-Spanish Town，大部分的工廠也設立於此。15%的人住在48個小城市中，其餘45%分布於超過一千個鄉村地區。蔗糖種植地通常位於低
漥沿海地區，鋁土礦的開採和鋁的製造集中於島中央。觀光地區大都集中於北海岸地區，從西邊的內格里爾( Negril )到東邊的安東尼奧港( Port Antonio )。小農場分散於崎嶇的內陸。